# Žebrolístek žebříčkový

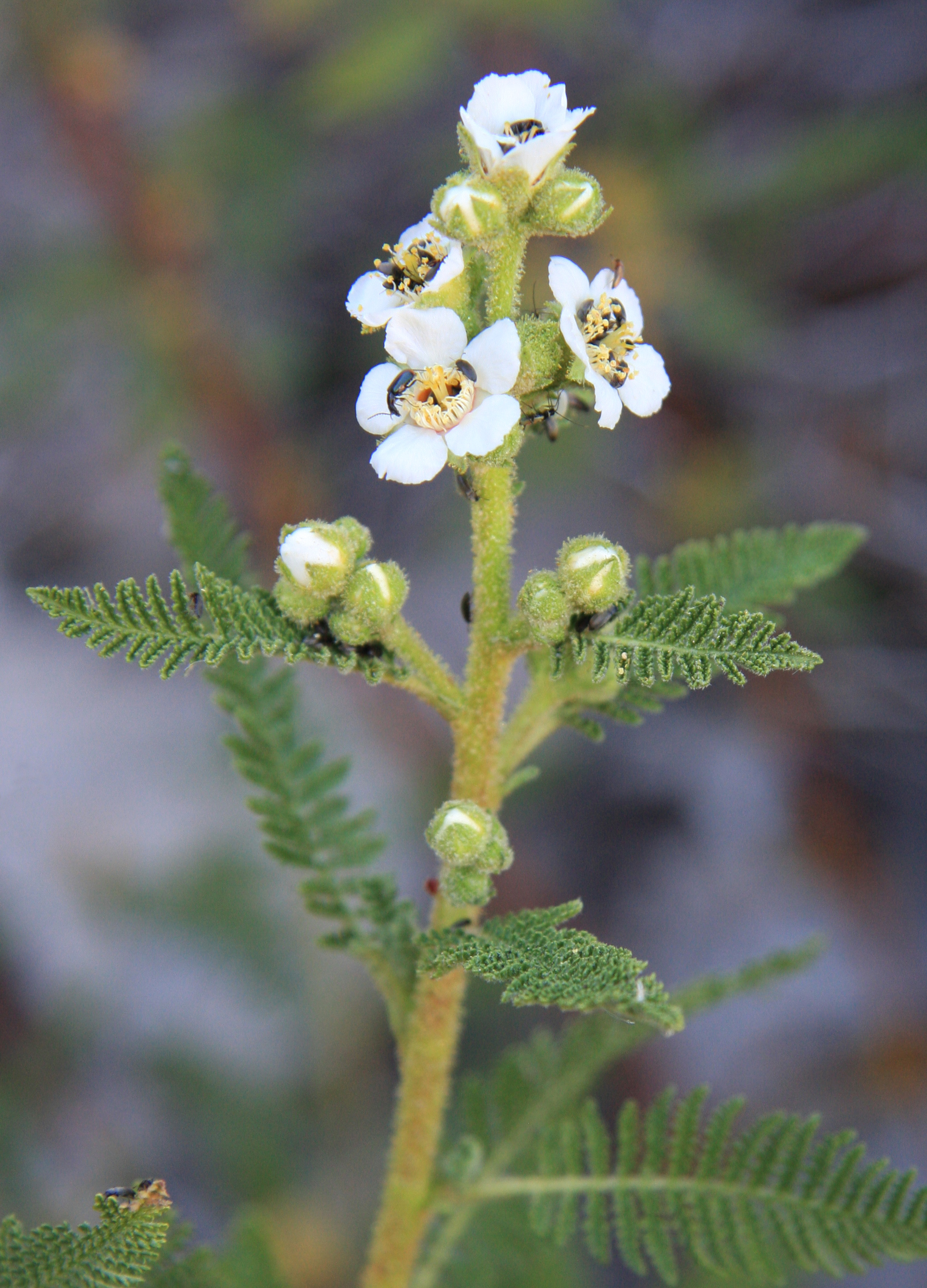
Větvička s květy

Žebrolístek žebříčkový (Chamaebatiaria millefolium) je opadavý keř, jediný druh monotypického rodu žebrolístek. Bývá pěstován pro dlouhá květenství bílých květů, odolnost vůči suchu a minimální potřebu péče. Keř pochází z xerofytních oblastí západní Severní Ameriky, kde je původním druhem ve státech Arizona, Kalifornie, Idaho, Nevada, Oregon a Utah.

## Ekologie
Roste obvykle na plném slunci na suchých, skalnatých, křovinatých stráních či ve světlých horských jehličnatých lesích. Na půdu je nenáročný, postačí na živiny chudá, dobře propustná zemina. Je významný svou extrémně nízkou spotřebou vody, na mnoha nehostinných místech roste ve společnosti kaktusů. Dobře roste i v nadmořské výšce okolo 3000 m.

## Popis
Vzpřímený, hustě rozvětvený, aromatický keř dorůstá v domovině do výšky 1 až 2 m, ve středoevropských podmínkách bývá zhruba poloviční. Z kořenů sahajících do hloubky nejméně 1 m vyrůstají větve, které jsou v mládí červenohnědá a porostlé žláznatými chloupky. Později olysávají, kůra jim šedne, odlupuje se v pásech a je výrazně skvrnitá a má jizvy. V dospělosti keř přirůstá jen pomalu, lze jej tvarovat řezem.
Chlupaté a mírně lepkavé listy s drobnými palisty vyrůstají střídavě, na koncích větví bývají však nahloučené. Jsou šedavě zelené, v obryse kopinaté, 2 až 8 cm dlouhé a dvakrát zpeřené, připomínají listy kapradin. Drobné listové segmenty jsou asi 1,5 mm velké, tupě zaoblené a slabě vroubkované. Existují populace, které jsou na zimu neopadavé, v našich podmínkách však starší listy opadávají a zůstávají zelené jen štětičky nových listů.
Bělavé, pětičetné, oboupohlavné květy o průměru 1 cm vyrůstají na koncích větviček v hroznech nebo latách až 12 cm dlouhých . Vytrvalý kalich má asi 3 mm dlouhé, zelené, trojúhelníkové, špičaté, vně hustě pýřité lístky. Korunní lístky jsou bílé, okrouhle vejčité a asi 5 mm dlouhé. V češuli vyrůstají četné (okolo 50) volné tyčinky s okrouhlými, žlutými prašníky. Horních semeníků bývá až pět, vespod jsou srostlé a mají nejčastěji po dvou vajíčkách. Květy rozkvétající od června do srpna jsou opylovány hmyzem. Ploidie druhu je 2n = 18.

## Rozmnožování
Plody jsou kožovité měchýřky obalené v přetrvávajícím kalichu. Obsahují jedno až dvě hnědá, podlouhlá, úzce vřetenovitá, hrbolatá, na každém konci zploštělá semena s masitým endospermem. Dozrávají od srpna do října.
Pro získání semen se plody sklízejí trháním, stříháním nebo třesením v době, kdy již jsou suché a hnědé, ale ještě neotevřené. Foukáním teplého vzduchu se otrhané měchýřky otevřou. Čerstvá semena nejsou dormantní a jsou schopná ve vlhké půdě okamžitě klíčit. Semena vysušená skladováním se získané dormance zbaví pobytem v chladném prostředí po dobu jednoho až třech měsíců. Mohou se vysévat přímo na stanoviště nebo předpěstovat, dobře se přesazují; optimální teplota pro výsev je 18 až 25 °C, klíčí epigeicky. Pro zakořenění potřebuje semenáč občasnou zálivku jen prvý rok. Vegetativně se žebrolístky rozmnožují jen málo.

## Význam
Bývá vysazován na skalnatá místa nebo na lemy suchých cest jako okrasný keř a na jeho dlouho kvetoucí a nektar obsahující květy se slétá mnoho opylovačů. Používá se také v obtížně schůdných a málo navštěvovaných oblastech pro vyznačení hranic pozemku. Domorodí obyvatelé mladé, vonné listy suší a vaří se z nich čaj při žaludeční nevolnosti.

## Galerie

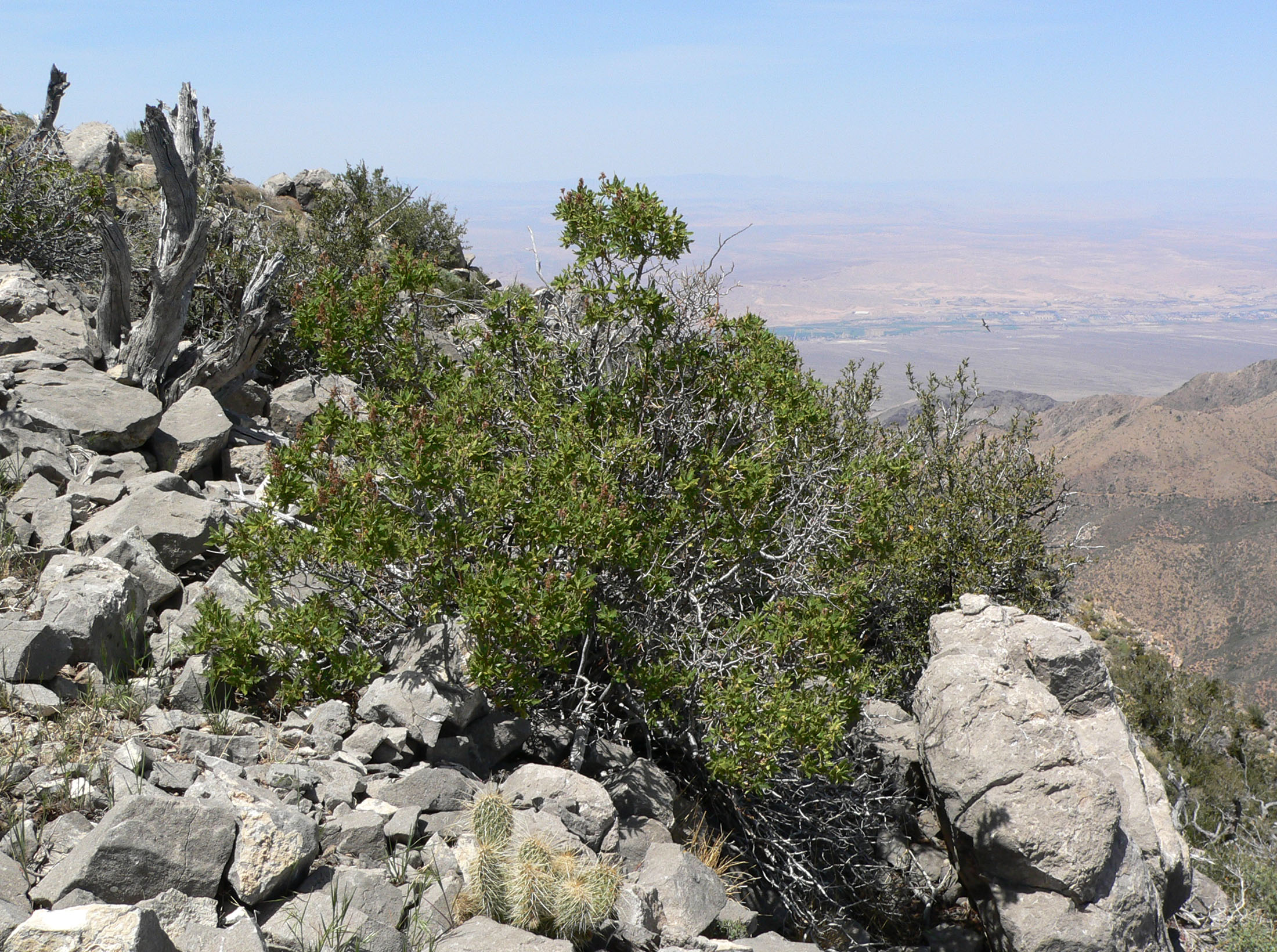
Typické prostředí
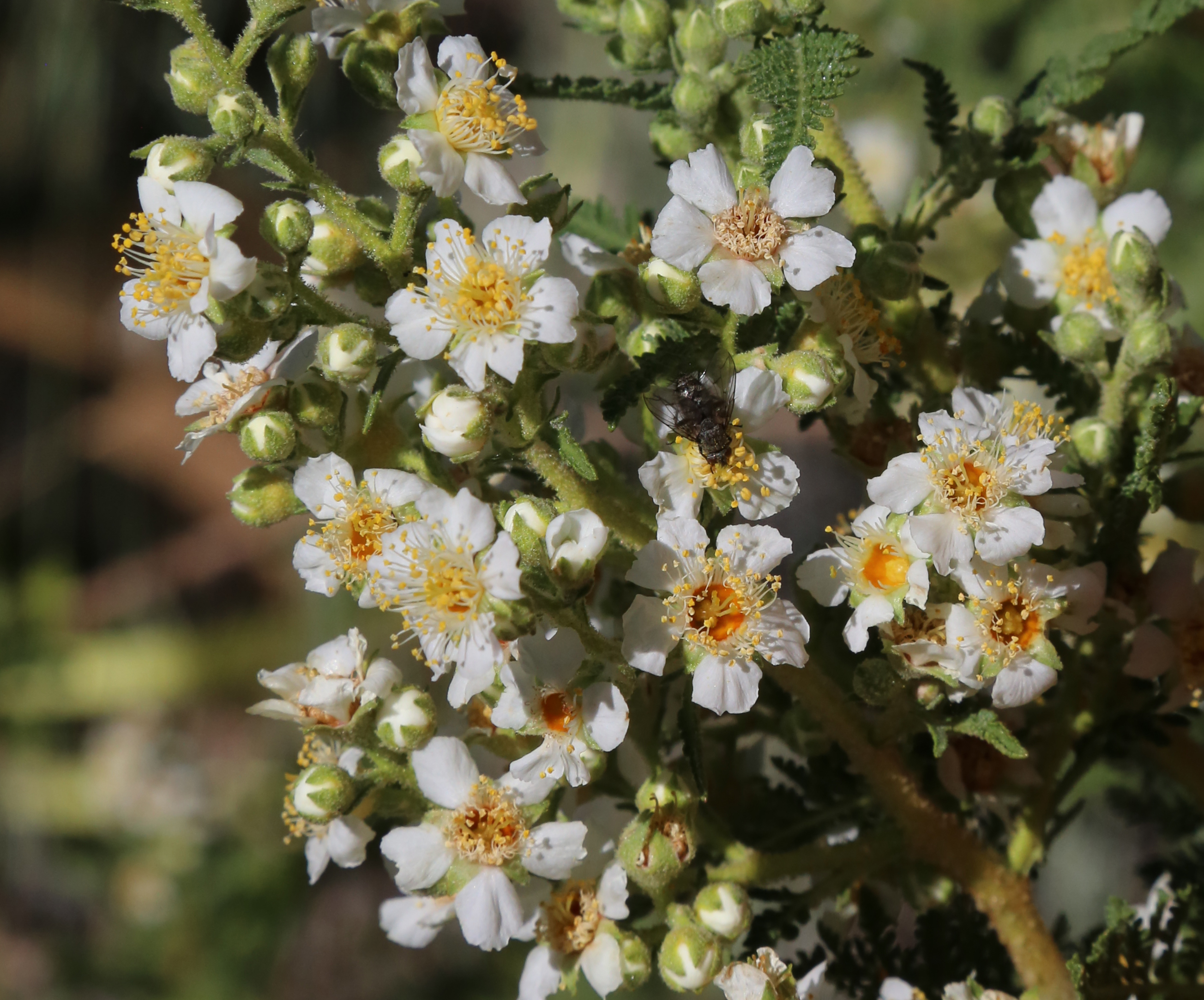
Kvetoucí rostlina
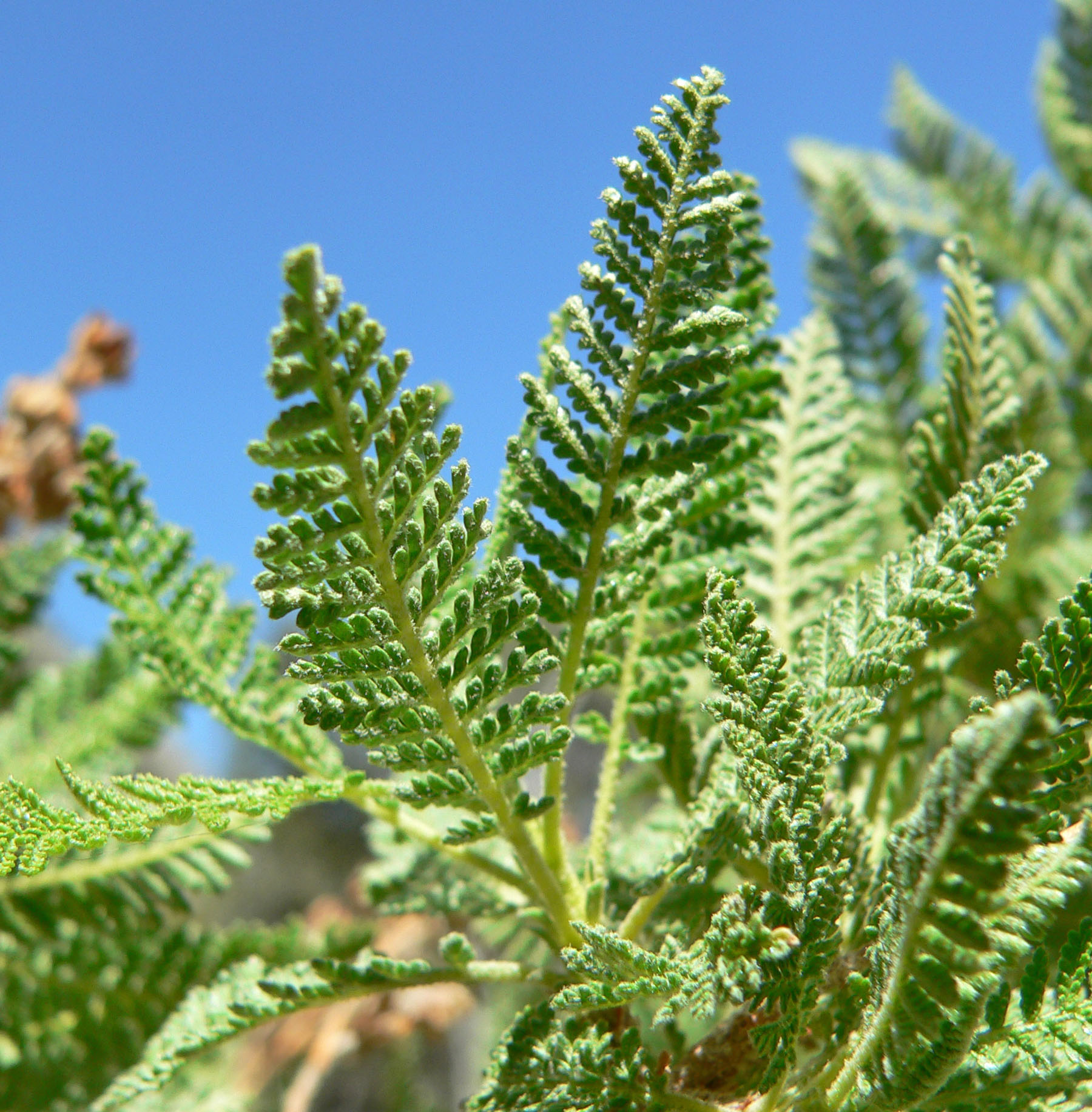
Listy
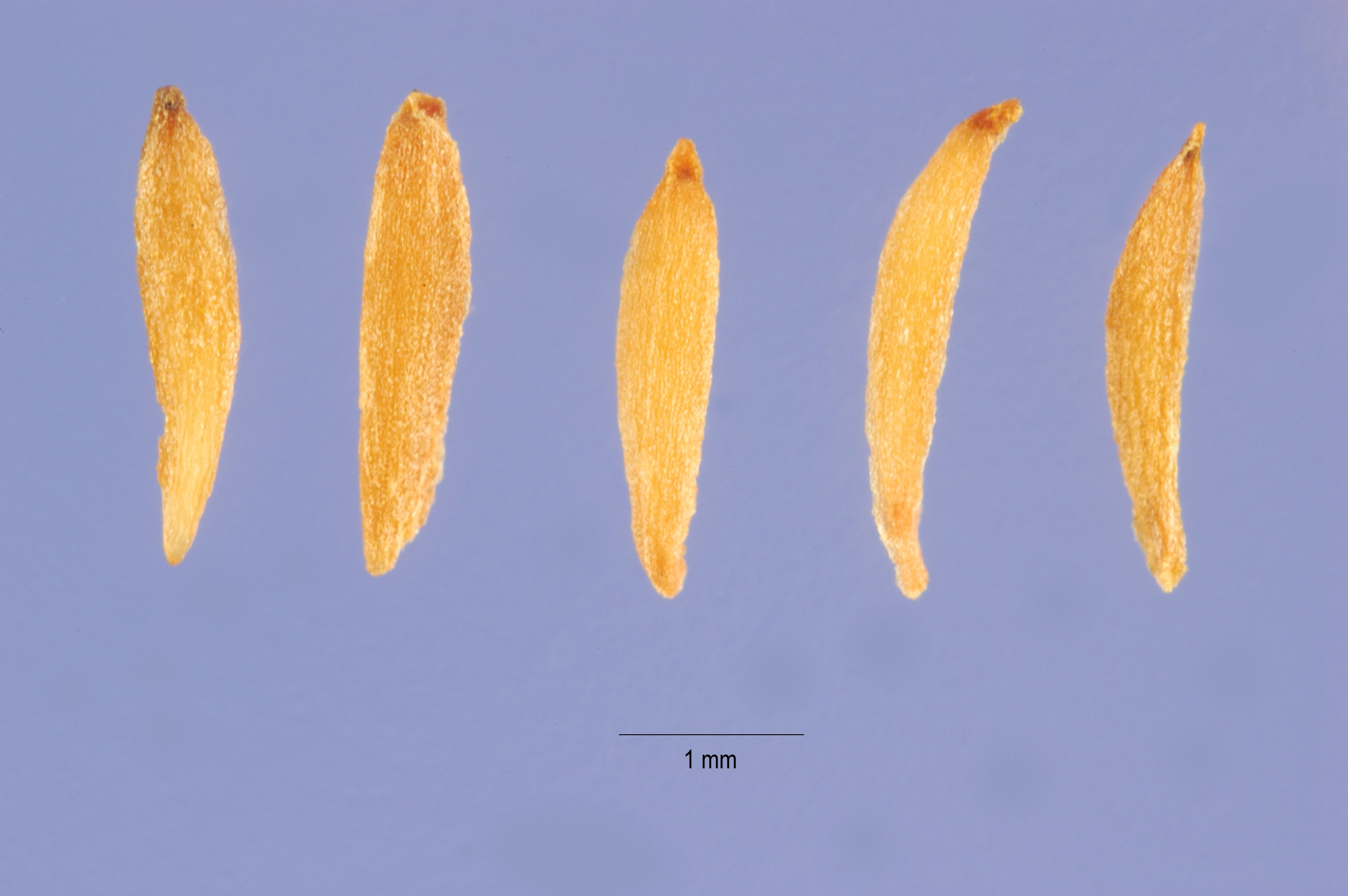
Semena